# Alex Shnaider
Alex Shnaider (ur. 1968 w Czerniowce) – kanadyjski biznesmen pochodzenia sowieckiego. Wraz z Eduardem Shifrinem założył Midland Group. Shnaider ukończył York University w Toronto.
Alex Shnaider do spółki z Donaldem Trumpem są właścicielami powstałego w 2012 roku Trump International Hotel and Tower w Toronto. Trump jest jednak mniejszościowym udziałowcem w projekcie. Uroczyste otwarcie obiektu miało miejsce 16 kwietnia 2012.
Shnaider wykupił od Eddiego Jordana zespół Formuły 1 Jordan Grand Prix w styczniu 2005 roku za około 50 mln dolarów. Od sezonu 2006 zespół Shneidera na liście startowej widniał jako Midland MF1 Racing. We wrześniu 2006 zespół ponownie został sprzedany, tym razem holenderskiej firmie Spyker Cars, która stała się sponsorem tytularnym teamu. Po zakończeniu sezonu 2006 nazwa zespołu została ponownie zmieniona i w sezonie 2007 team startował już jako Spyker F1 Team.